# Marina Di Guardo
Marina Di Guardo, née le 29 octobre 1961 à Novare (Italie), est une écrivaine italienne.

## Biographie
Marina Di Guardo naît le 29 octobre 1961 à Novare, d’origines siciliennes,. Elle travaille comme vice-directrice du showroom de Blumarine (en), avant de se tourner vers l'écriture,. Elle est la mère de Chiara Ferragni.
Elle fait ses débuts en fiction en 2012 avec le roman L'inganno della seduzione, publié par la maison d'édition Nulla Die. En 2014, elle publie Non mi spezzi le ali chez le même éditeur. En 2015, elle publie dans la collection numérique ZoomFiltri de Feltrinelli dirigée par Sergio Altieri Bambole gemelle. À l’occasion des cinq ans de ZoomFiltri, elle est sélectionnée pour un ouvrage qui recueille quinze textes des meilleurs auteurs de la collection. En 2016, elle publie l'ebook Frozen bodies chez Delos Books.
En 2017, elle change d’éditeur pour Mondadori, et publie le roman Com'è giusto che sia. L’ouvrage la fait voyager partout en Italie et est décrit par le critique Gian Paolo Serino comme « la révélation de l'année ».
Le 15 janvier 2019, Mondadori publie le thriller La memoria dei corpi, pour lequel les droits de réalisation d'un film sont vendus et dont la traduction en langues étrangères est prévue. À partir de 2019, elle est également chroniqueuse dans la revue télévisée Mattino Cinque sur Canale 5.
Le 24 novembre 2020, elle publie le roman noir Nella buona e nella cattiva sorte chez Mondadori,.
Son dernier roman, Dress code rosso sangue, sorti chez Mondadori en octobre 2021, se déroule dans le monde de la mode milanais.

## Publications

### Romans
- (it) L'inganno della seduzione, Nulla Die, 2012  (ISBN 9788897364283)
- (it) Non mi spezzi le ali, Nulla Die, 2014  (ISBN 9788897364900)
- (it) Bambole gemelle, Feltrinelli, 2015  (ISBN 9788858853771)
- (it) Frozen bodies, Delos Books, 2016  (ISBN 9788865307168)
- (it) Com'è giusto che sia, Mondadori, 2017  (ISBN 9788804674047)
- (it) La memoria dei corpi, Mondadori, 2019  (ISBN 9788804707981)
- (it) Nella buona e nella cattiva sorte, Mondadori, 2020  (ISBN 9788804731412)
- (it) Dress code rosso sangue, Mondadori, 2021  (ISBN 9788804742494)
- (it) Quello che ti nascondevo, Mondadori, 2023  (ISBN 9788804781691)